# Casa Loma Orchestra
Casa Loma Orchestra was een Amerikaanse swingband, die actief was tussen 1927 en 1963. Het orkest gaf na 1950 geen publieke optredens meer en beperkte hun werkzaamheden met studio-opnamen.

## Geschiedenis
Volgens journalist George T. Simon vereffende het Casa Loma Orchestra meer als ieder andere muzikaal collectief de weg voor het bigband-tijdperk. De band werd geformeerd in 1927 als een van de vele Jean Goldkette-bands onder leiding van Henry Biagini met de altsaxofonist Glen Gray onder de naam Orange Blossoms in Detroit. De naam Casa Loma Orchestra werd in 1929 tijdens hun eerste opnamen bij Okeh Records gebruikt. Tot deze tijd hadden ze een verbintenis in de 'Roseland Ballroom' in New York. In Detroit kregen ze na de beurscrash geen mogelijkheid meer om op te treden. Hun naam verenigde zich met het Casa Loma-hotel in Toronto, waarvoor ze in 1927 in een nieuw te openen nachtclub waren geboekt, die echter nooit werd geopend. Rond 1929 nam de band afscheid van Biagini en werd een coöperatieve band met Gray als president (die toentertijd echter in ieder geval niet de frontman was, maar verder saxofoon speelde) en Francis O'Keefe als manager.
De band werd snel populair en speelde tijdens de eerste jaren van hun bestaan arrangementen met jazzkenmerken, die uit de pen van Gene Gifford afkomstig waren. Hun eerste succes in de Billboard top 30 hadden ze in september 1931 met Do the New York, waarna ongeveer 60 verdere hits volgden. De afwijkende bezetting (met vijf in plaats van drie koper- en vier in plaats van drie houtblazers) en secuur gearrangeerde, snelle swingnummers brachten het ensemble het succes en nog voor Benny Goodman tot uitverkochte concerten in New York. Typisch waren de wisselingen van uptempo-nummers en langzame balladen, waarmee ze in het bijzonder succes hadden bij college-publiek.
Tussen 1929 en 1935 (nog voor het feitelijke swingtijdperk) telde het orkest als een van de leidende Noord-Amerikaanse dansorkesten en namen ze platen op voor Victor Records (zonder Casa Loma onder Gray's naam) en Brunswick Records en vanaf 1934 voor Decca Records. Hieronder bevond zich ook de klassieke Richard Rodgers/Lorenz Hart-compositie Blue Moon, opgenomen op 16 november 1934 en uitgebracht in december 1934, die zich plaatste in de pophitlijst op de nummer 1-positie. In 1933/1934 hadden ze als eerste swingband een eigen radio-commercial (Camel Caravan) en speelden ze in de zomer in het Glen Island Casino. Toentertijd speelden onder andere Pee Wee Hunt en Billy Rauch, de trompettisten Frank L. Ryerson en Sonny Dunham en klarinettist Clarence Hutchenrider bij het orkest. Als zanger fungeerde vaak de trompettist Joe Hostetter, voordat in 1931 de saxofonist Kenny Sargent bij de band kwam.
Zangers als Mildred Bailey, Connee Boswell, Lee Wiley en later ook Louis Armstrong en Hoagy Carmichael maakten opnamen met de band. Arrangeur Larry Clinton voegde zich in 1935 na het afscheid van Gifford bij de band. Ze traden op in het New Yorkse Paramount Theatre en bevestigden de beroemde liveband-traditie van dit podium. In 1937 besloot Gray om zelf als frontman de leiding over te nemen. De band werd voortaan Glen Gray and the Casa Loma Orchestra genoemd. Hij nam de trombonist Murray McEachern over van Benny Goodman en van Tommy Dorseys band kwam arrangeur Dick Jones. Nog in 1940 imponeerde ze vooral als sweet-band in de categorie swing, plaatste ze zich in de sweetpoll van het tijdschrift Metronome op de tweede plaats en in de categorie swing op de zesde plaats. In 1943 verlieten Rausch en Sargent de band. In plaats daarvan kwam Eugenie Baird als eerste zangeres bij de band. Vanaf 1943 kwamen gitarist Herb Ellis, voor even trompettist Bobby Hackett en in 1944 kornettist Red Nichols bij de band. Eind jaren 1940 was de beste tijd van het orkest voorbij. Tijdens de jaren 1950 beleefde het Casa Loma Orchestra een kortdurende comeback met studio-opnamen voor Capitol Records.
De herkenningsmelodie van het orkest was Smoke Rings.

## Andere band met bijna gelijke naam
De in 1994 in Bazel geformeerde Casa Loma Jazz Band met muzikanten uit Zwitserland en het naburige Elzas is qua naam bijna gelijk, maar speelt in een aanzienlijk kleinere septet-bezetting naast vroege swing ook dixielandjazz.

## Discografie
- 1929-1930: Casa Loma Stomp (Hep Records)
- 1931-1937: Maniac's Ball (Hep Records)